# Annibale Venier
Annibale Silvano Venier (Terracina, 30 de julio de 1951) es un deportista italiano que compitió en remo. Es padre del también remero Simone Venier.
Ganó dos medallas en el Campeonato Mundial de Remo, plata en 1985 y bronce en 1987.

## Palmarés internacional
| Campeonato Mundial | Campeonato Mundial     | Campeonato Mundial | Campeonato Mundial |
| Año                | Lugar                  | Medalla            | Prueba             |
| ------------------ | ---------------------- | ------------------ | ------------------ |
| 1985               | Malinas (Bélgica)      | Medalla de plata   | Ocho con timonel   |
| 1987               | Copenhague (Dinamarca) | Medalla de bronce  | Ocho con timonel   |